# Синагога «Бешмедріс»
Синагога «Бешмедріс» — синагога в м. Олександрія, Кіровоградська область. Споруджена у середині XIX століття. Єдиний історичний храм, що зберігся в місті після значних руйнацій більшовиками. Пам'ятка культурної спадщини України.

## Історія
«Бешмедріс» споруджена в середині XIX століття. Як і інші синагоги, яких до 1917 року в Олександрії було п'ять, вона була осередком релігійного та громадського життя єврейської спільноти міста. У 1930-х роках діяльність усіх синагог у місті була припинена, а їхні приміщення передані в користування різним міським установам.
У роки Другої світової війни «Бешмедріс» використовували як військовий госпіталь і радянські, і німецькі війська, а в післявоєнний час — як кінотеатр імені Першого Травня.
Наразі синагога є приватною власністю релігійної громади адвентистів сьомого дня та є єдиним історичним храмом в Олександрії, що зберігся після масштабної руйнації, здійсненої за часів радянської влади. Її вдалося зберегти переважно завдяки великим розмірам, які відповідали потребам радянської влади. Всередині будівлі також збережені скрижалі заповіту та інші елементи, характерні для синагоги.
Входить до реєстру пам'яток місцевого значення.